# AEG Power Solutions
AEG Power Solutions BV (AEG PS) — зарегистрированная в Нидерландах холдинговая компания, занимающаяся производством ИБП для промышленности, транспорта и IT-решений, а также преобразователей для фотоэлектрических батарей.

## История
В 1998 году Saft Power Systems (на тот момент дочерняя компания Alcatel, основанная в 1918 году ) приобрела AEG SVS Power Supply Systems. В 2005 году американский финансовый инвестор Ripplewood приобрел Alcatel Saft и ее дочернюю компанию AEG Power Supply и в 2008 году переименовал группу в AEG Power Solutions. В сентябре 2009 года компания Germany1 Acquisition Limited, так называемая компания Special Purpose Acquisition (SPAC), приобрела AEG Power Solutions у Ripplewood.
В 2014 году AEG Power Solutions вышла на рынок России, начав поставки ИБП.

## Продукция
- ИБП постоянного и переменного тока.
- Системы управления и мониторинга для ИБП.
- Инверторы.
- Выпрямители и зарядные устройства.
- Импульсные источники питания.
- Специализированные системы энергоснабжения.
- Преобразователи солнечной энергии.
- Накопители энергии на базе аккумуляторных батарей.